# Lätt mellanvikt i boxning vid olympiska sommarspelen 1972
Resultat från boxning vid olympiska sommarspelen 1972 och herrarnas lätta mellanvikt. Boxarna vägde under 67 kg. Tävlingarna arrangerades i München.

## Medaljörer
| Klass           | Guld                           | Silver                    | Brons                        |
| Lätt mellanvikt | Dieter Kottysch · Västtyskland | Wiesław Rudkowski · Polen | Alan Minter · Storbritannien |
| Lätt mellanvikt | Dieter Kottysch · Västtyskland | Wiesław Rudkowski · Polen | Peter Tiepold · Östtyskland  |

## Resultat

### Första rundan
| Vinnare              | Resultat      | Förlorare          |
| Första rundan        | Första rundan | Första rundan      |
| -------------------- | ------------- | ------------------ |
| Rolando Garbey (CUB) | 5-0           | Ricky Barnor (GHA) |
| Svetomir Belic (YUG) | 4-1           | Dumar Fall (SEN)   |

### Andra rundan
| Vinnare                     | Resultat     | Förlorare                |
| Andra rundan                | Andra rundan | Andra rundan             |
| --------------------------- | ------------ | ------------------------ |
| Anthony Richardson (NED)    | 3-2          | Svetomir Belic (YUG)     |
| Loucif Hanmani (ALG)        | 5-0          | José Colón (PUR)         |
| Alan Minter (GBR)           | KO-2         | Reginald Ford (GUY)      |
| Valeri Tregubov (URS)       | 3-2          | Reggie Jones (USA)       |
| Evengelos Oikonomakos (GRE) | 5-0          | Nicolas Aquilino (PHI)   |
| Dieter Kottysch (FRG)       | TKO-2        | Bonifacio Avila (COL)    |
| Mohamed Majeri (TUN)        | 5-0          | Issoufou Habou (NIG)     |
| Alan Jenkinson (AUS)        | 4-1          | Michel Belliard (FRA)    |
| Mikko Saarinen (FIN)        | TKO-2        | David Attan (KEN)        |
| Peter Tiepold (GDR)         | 4-1          | Ion Györfi (ROU)         |
| Christopher Elliott (IRL)   | 5-0          | Farouk Kesrouan (LIB)    |
| Emeterio Villanueva (MEX)   | 4-1          | Alfredo Lemus (VEN)      |
| Wiesław Rudkowski (POL)     | 5-0          | Antonio Castellini (ITA) |
| Nayden Stanchev (BUL)       | 3-2          | John Opio (UGA)          |
| Rolando Garbey (CUB)        | 5-0          | Franz Csandl (AUT)       |
| Jae Keun-Lim (KOR)          | 3-2          | Namchal Tsendaiush (MGL) |

### Tredje rundan
| Vinnare                   | Resultat      | Förlorare                   |
| Tredje rundan             | Tredje rundan | Tredje rundan               |
| ------------------------- | ------------- | --------------------------- |
| Loucif Hanmani (ALG)      | TKO-2         | Anthony Richardson (NED)    |
| Alan Minter (GBR)         | 5-0           | Valeri Tregubov (URS)       |
| Dieter Kottysch (FRG)     | 5-0           | Evengelos Oikonomakos (GRE) |
| Mohamed Majeri (TUN)      | 5-0           | Alan Jenkinson (AUS)        |
| Peter Tiepold (GDR)       | 5-0           | Mikko Saarinen (FIN)        |
| Emeterio Villanueva (MEX) | TKO-3         | Christopher Elliott (IRL)   |
| Wiesław Rudkowski (POL)   | 5-0           | Nayden Stanchev (BUL)       |
| Rolando Garbey (CUB)      | TKO-2         | Jae Keun-Lim (KOR)          |

### Kvartsfinaler
| Vinnare                 | Resultat      | Förlorare                 |
| Kvartsfinaler           | Kvartsfinaler | Kvartsfinaler             |
| ----------------------- | ------------- | ------------------------- |
| Alan Minter (GBR)       | 4-1           | Loucif Hanmani (ALG)      |
| Dieter Kottysch (FRG)   | 5-0           | Mohamed Majeri (TUN)      |
| Peter Tiepold (GDR)     | 5-0           | Emeterio Villanueva (MEX) |
| Wiesław Rudkowski (POL) | 4-1           | Rolando Garbey (CUB)      |

### Semifinaler
| Vinnare                 | Resultat    | Förlorare           |
| Semifinaler             | Semifinaler | Semifinaler         |
| ----------------------- | ----------- | ------------------- |
| Dieter Kottysch (FRG)   | 3-2         | Alan Minter (GBR)   |
| Wiesław Rudkowski (POL) | 4-1         | Peter Tiepold (GDR) |

### Final
| Vinnare               | Resultat | Förlorare               |
| Final                 | Final    | Final                   |
| --------------------- | -------- | ----------------------- |
| Dieter Kottysch (FRG) | 3-2      | Wiesław Rudkowski (POL) |